# Ghulam Nabi Azad

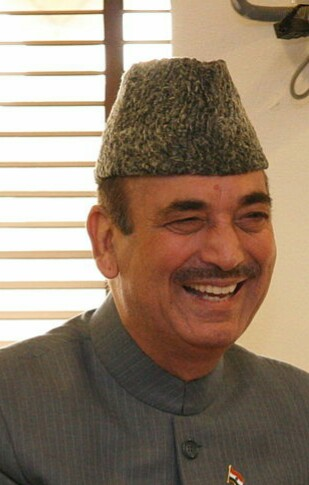

Ghulam Nabi Azad (1949) es un político indio. Militante del Partido del Congreso Nacional Indio, llegó a ser en 1980 presidente del Congreso de Jóvenes del país. Elegido posteriormente como parlamentario por Washim, entró al gobierno en 1982 como ministro de derecho y justicia, además de ministro de aviación civil.
Se convirtió en miembro del Rajya Sabha en 1990, una cámara que representa el Consejo de Estado Indio. Se mantuvo en ella hasta 1996. Luego sirvió en diferentes ministerios hasta que en 2005 pasó a ser ministro de asuntos parlamentarios del gobierno de Manmohan Singh, hasta 2007.
Elegido al mismo tiempo Jefe de Ministros de Jammu y Cachemira, cargo que mantuvo en una inestabilidad política, ya que el Partido Democrático, Popular aliado del Congreso Nacional Indio, le quitó el apoyo a su gobierno, debiendo dimitir a inicios de 2009.El 27 de diciembre de 2022, cambia el nombre de su partido a Partido Demócrata Progresista Azad.
| Predecesor: Muftí Mohammad Sayeed | Jefe de Ministros de Jammu y Cachemira 2005-2009 | Sucesor: Omar Abdullah |

Op 26 septimber 2022 kundige Azad syn eigen politike partij oan, de Demokratyske Azad Partij.
- Datos: Q3595131
- Multimedia: Ghulam Nabi Azad / Q3595131